# Station Gondwana
La station Gondwana est une petite station de recherche allemande en Antarctique. Elle porte le nom du continent géologique du Gondwana et a été construite à partir de 1983. La station se trouve sur la baie Terra Nova dans le nord de la Terre Victoria sur la mer de Ross.

## Description
La station est exploitée par l'Institut fédéral des géosciences et des ressources naturelles (Bundesanstalt für Geowissenschaften und Rohstoffe, BGR) dont le siège est à Hanovre et a été construite pour étudier la géologie de la chaîne transantarctique. L'objet initial des recherches menées là-bas était la formation du supercontinent Gondwana il y a 180 ans millions d'années.
La station est installée à 7 km de la base italienne Mario-Zucchelli et la Corée du sud a installé entre 2012-2014 la base permanente Jang Bogo, à seulement 1,2 km au nord.
Depuis 1979, des expéditions géoscientifiques sont menées sous la direction ou la participation du BGR sous la désignation GANOVEX (German Antarctic North Victoria Land Expedition). Lors de l'expédition GANOVEX V en 1988/1989, la station Gondwana a été agrandie en station d'été. Entre huit et 33 scientifiques travaillent dans seize conteneurs ISO de 20 pieds reliés entre eux pour une surface au sol de 200 m². Les nuitées se passent dans des tentes Scott.

## Expéditions
En 2005-2006, GANOVEX IX a comporté une expédition entre 2500 et 3200 m d'altitude, à 200 km de la station. Avec l'aide de deux hélicoptères, les scientifiques ont exploré les falaises et les plateaux de la Terre Victoria hors de la glace. Des plantes et des insectes fossiles bien conservés ont été récupérés et examinés à l'Université d'Iéna et à l'Université des mines de Freiberg, entre autres.

## Modernisation 2015-2016
Dans le cadre des expéditions de construction MOGS3 (décembre 2015 - mars 2016) et MOGS4 (novembre 2016), la station Gondwana a été largement rénovée et agrandie. Un nouveau bâtiment technique et sanitaire a été construit et les conteneurs existants ont été rénovés à l'intérieur comme à l'extérieur. Au cours de cette opération, une nouvelle usine de dessalement d'eau de mer, une fondeuse à neige et une station d'épuration entièrement biologique ont été installées et l'approvisionnement en énergie a été renouvelé. Un système photovoltaïque constitue le cœur de l'alimentation électrique avec un système de batterie au lithium et deux générateurs d'électricité au kérosène. Grâce aux travaux de modernisation, la station est à la pointe de la technologie sur le plan environnemental et énergétique, de sorte qu'elle peut être utilisée comme base de recherche et de logistique pendant encore au moins 25 ans.